# Mirambeau (Charente-Maritime)
Mirambeau település Franciaországban, Charente-Maritime megyében. Lakosainak száma 1532 fő (2022. január 1.). Mirambeau Allas-Bocage, Boisredon, Nieul-le-Virouil, Saint-Bonnet-sur-Gironde, Saint-Dizant-du-Bois, Saint-Martial-de-Mirambeau, Soubran és Pleine-Selve községekkel határos.

## Népesség
A település népességének változása:
| Lakosok száma | 1541 | 1344 | 1409 | 1454 | 1483 | 1482 | 1492 | 1500 | 1520 | 1532 |
|               | 1968 | 1982 | 1990 | 2006 | 2013 | 2015 | 2017 | 2019 | 2020 | 2022 |